# Pesa Twist
Pesa Twist — семейство низкопольных сочленённых трамваев, производимое на заводе Pesa в польском Быдгоще. Этот трамвай может быть как в одно-, так и в двухкабинном исполнении и может эксплуатироваться в трёх вариантах: узкоколейном (1000 мм), стандартном (1435 мм) или ширококолейном (1520 мм). 
Первый заказ на трамваи «Twist» сделан Ченстоховой, купившей семь  однокабинных вагонов со стандартной колеёй.
С 2014 по 2023 год трамваи Pesa Twist модификации Fokstrot (71-414) работали в Москве, с 2016 года — в Киеве, а с 2024 года в Уфе

## Конструкция

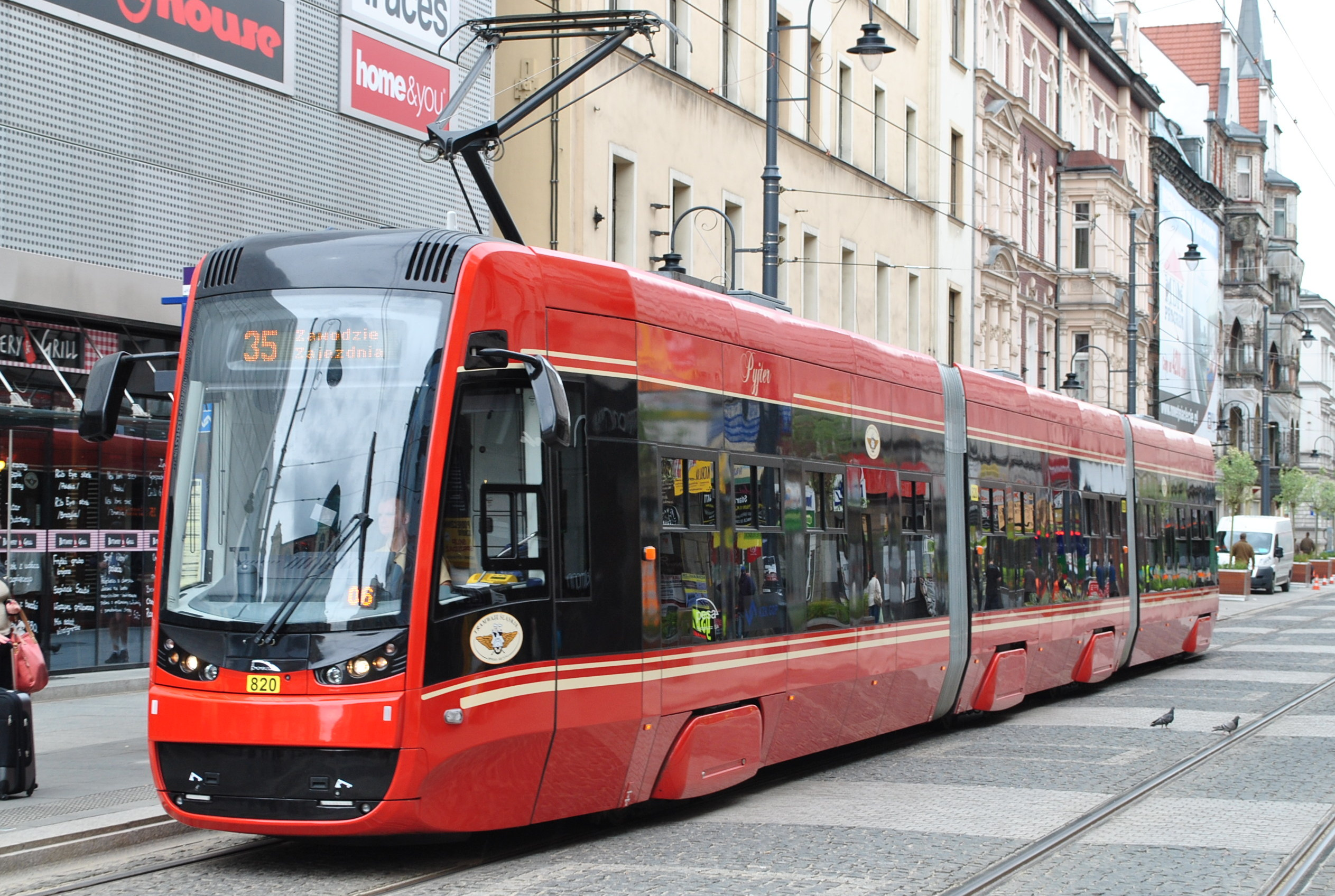
Pesa 2012N в Катовице

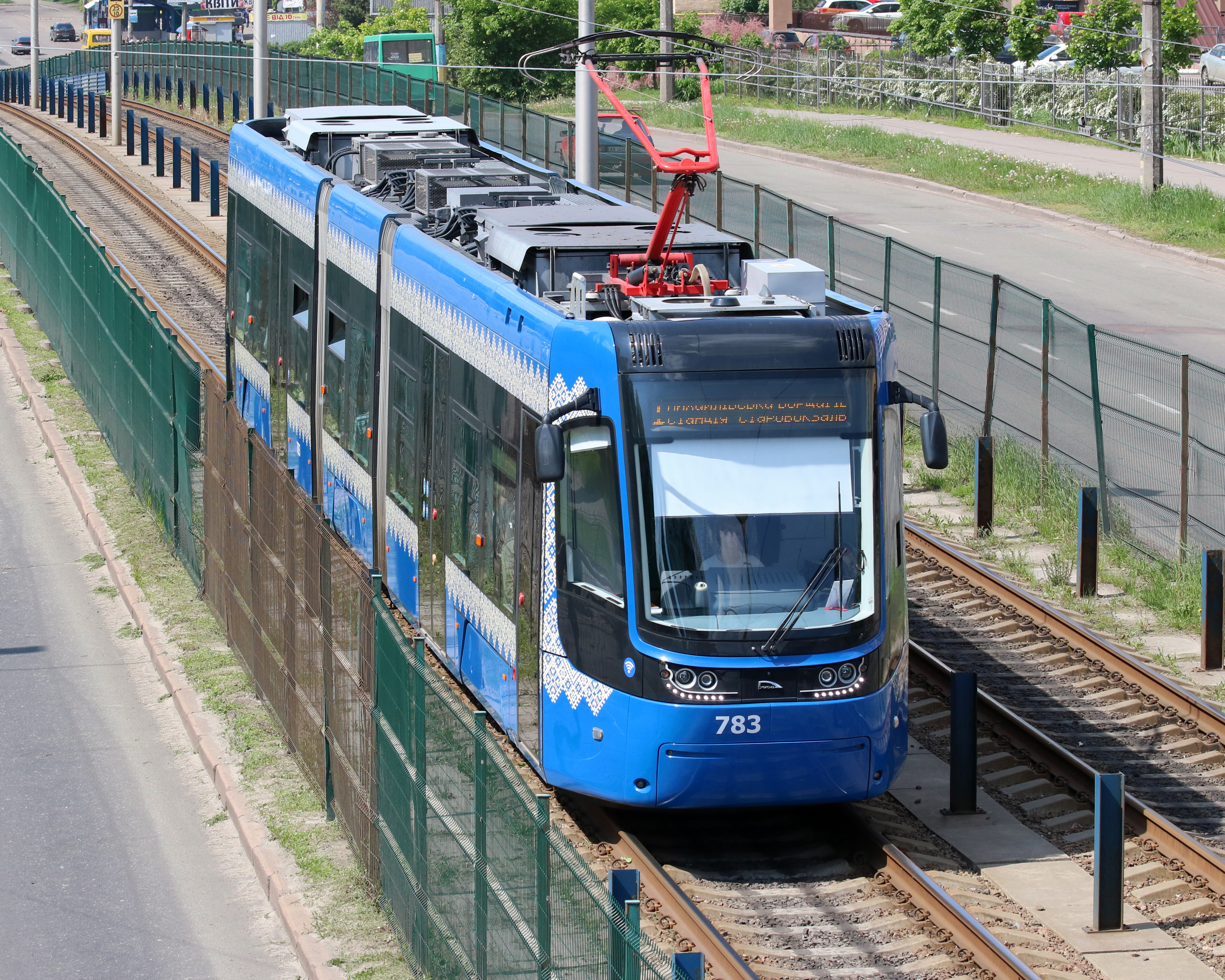
Pesa Twist в Киеве

### Модификации
| Тип    | Фирменное название | Колея   | Кол-во секций | Длина    | Ширина | Кол-во сидячих мест |
| ------ | ------------------ | ------- | ------------- | -------- | ------ | ------------------- |
| 2010N  |                    | 1435 мм | 3             | 32 м     | 2,4 м  | 59                  |
| 2012N  | Step               | 1435 мм | 3             | 32 м     | 2,4 м  | 77                  |
| 71-414 | Fokstrot           | 1520 мм | 3             | 26,255 м | 2,5 м  | 60                  |
| 2014N  | Krakowiak          | 1435 мм | 4             | 42,83 м  | 2,4 м  | 102                 |
| 2010NW |                    | 1435 мм | 3             | 32 м     | 2,4 м  | 58                  |
| 2015N  | Gorzów             | 1435 мм | 3             |          |        |                     |
| 2017N  |                    | 1435 мм | 3             |          |        |                     |
| 2015N  | Gorzów             | 1435 мм | 3             |          |        |                     |

## Эксплуатанты

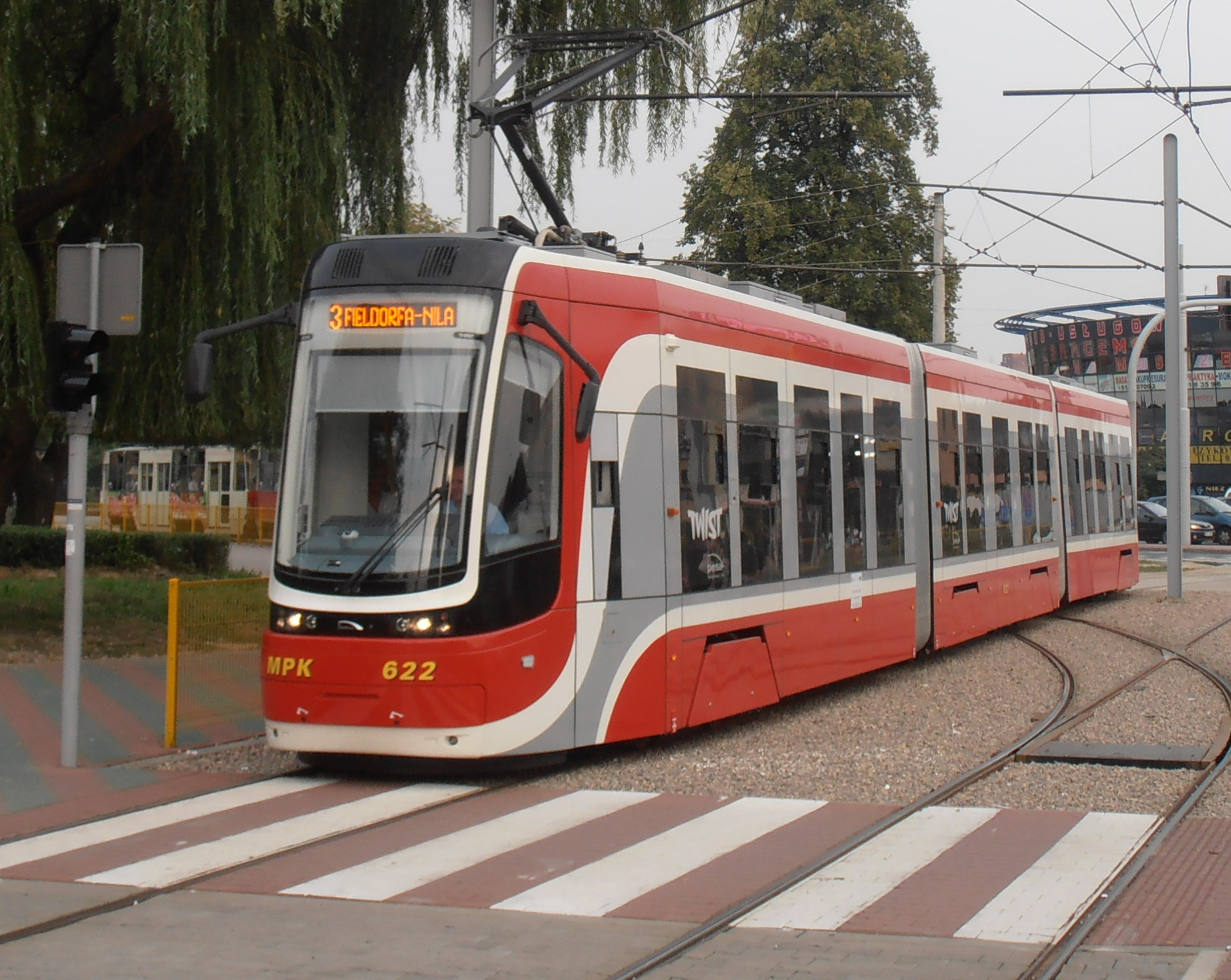
Pesa 2010N в Ченстохове

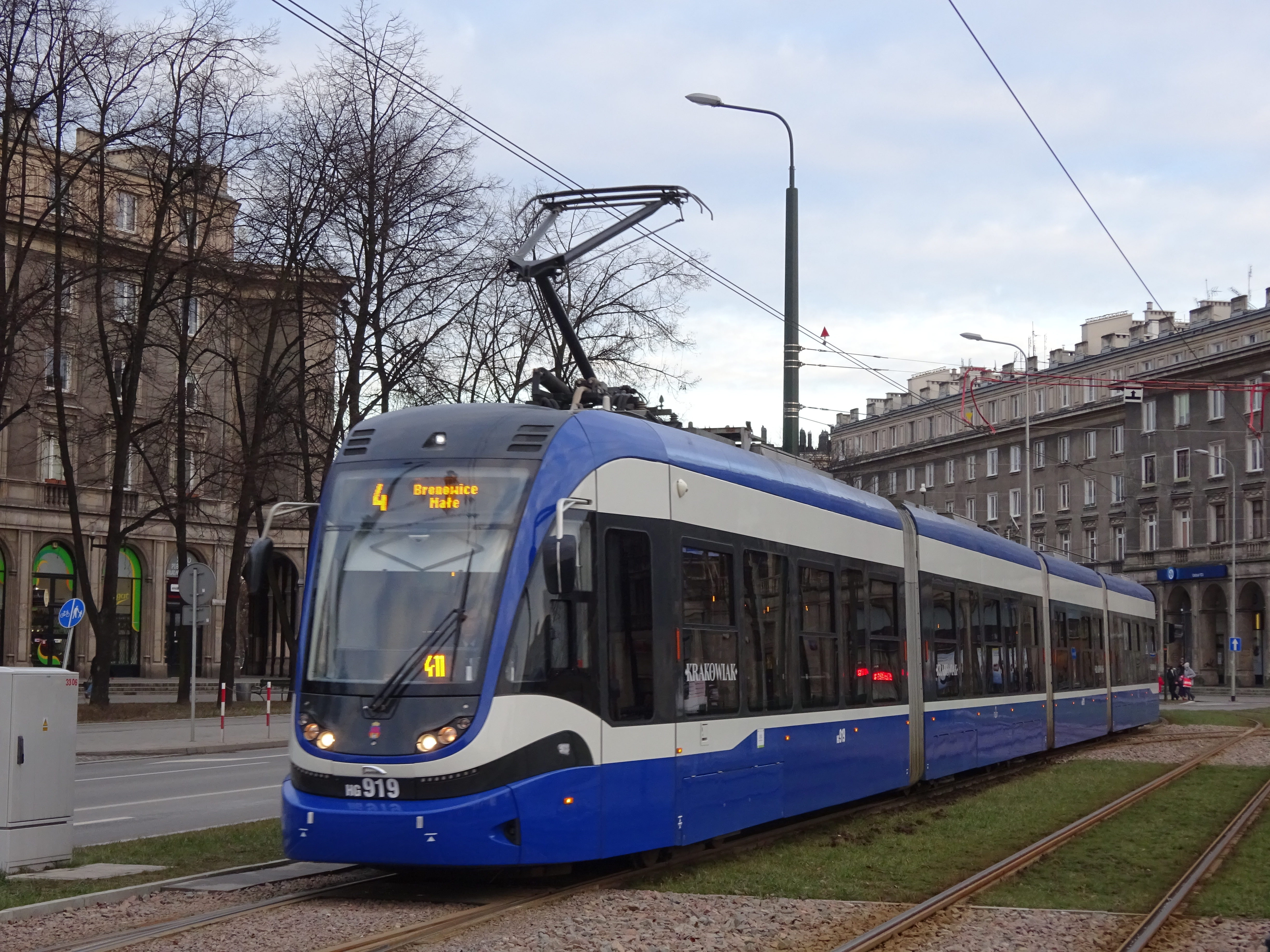
Pesa Krakowiak в Кракове

По состоянию на 2025 года трамваи семейства Pesa Twist эксплуатируются следующими городами:
| Страна  | Город               | Компания-эксплуатант                                            | Тип          | Годы выпуска | Число вагонов | Заказано |  |
| ------- | ------------------- | --------------------------------------------------------------- | ------------ | ------------ | ------------- | -------- |  |
| Польша  | Катовице            | Tramwaje Śląskie                                                | 2012N        | 2013 — 2014  | 30            |          |  |
| Польша  | Катовице            | Tramwaje Śląskie                                                | 2017N        | 2020 - н.в.? | 8             |          |  |
| Польша  | Вроцлав             | MPK Wrocław                                                     | 2010NW       | 2015 - н.в.? | 8             |          |  |
| Польша  | Краков              | MPK Kraków                                                      | 2014N Kraków | 2015 - н.в.? | 36            |          |  |
| Польша  | Ченстохова          | MPK Częstochowa                                                 | 2010N        | 2012 - н.в.? | 7             |          |  |
| Польша  | Ченстохова          | MPK Częstochowa                                                 | 2010N/2      | 2020 - н.в.? | 10            |          |  |
| Польша  | Гожув-Велькопольски | MZK Gorzów Wielkopolski                                         | 2015N Gorzów | 2019 - н.в.? | 14            |          |  |
| Россия  | Москва              | Московский метрополитен                                         | 71-414       | 2014 — 2023  | 48            | 120      |  |
| Россия  | Уфа                 | МУП «Управление электротранспорта городского округа города Уфа» | 71-414       | 2024 - н.в.? | 22            |          |  |
| Украина | Киев                | Киевпастранс                                                    | 71-414К      | 2015 — 2018  | 47            |          |  |
| Украина | Киев                | Киевпастранс                                                    | 71-414К-2    | 2019 — 2021  | 10            |          |  |
| Эстония | Таллин              | Таллинский трамвай                                              | 147N         | 2024 — н.в.? | 3             | 20       |  |
| Румыния | Крайова             | Трамвай Крайова                                                 | 145N         | 2022 — 2023  | 17            |          |  |
| Всего   |                     |                                                                 |              |              | 239           |          |  |

### Ченстохова
Первый трамвай «129Nb» был доставлен в г. Ченстохова к утру 13 марта 2012 года. Первые испытания были запланированы в ночное время с 13 до 25 марта 2012 года. Но для начала работы нужно было заменить контактную сеть в городе, потому что вагоны выполнены в принципиально другой конструкции в отличие от ранее работающих в г. Ченстохова трамваев «Konstal». В начале мая прошли 30-дневные испытания с пассажирами.

### Москва
PESA должна была выпустить для Москвы 120 трамваев Twist модификации 71-414 (Fokstrot), однако до января 2015 года в Москву поступило только 60. Все поставленные вагоны работают в Краснопресненском трамвайном депо. Для того чтобы соответствовать нормам российского законодательства, ограничивающие госзакупки техники производства стран, не входящих в ЕАЭС, был заключен контракт между Уралвагонзаводом и PESA о совместном производстве трамваев. Таким образом, хотя вся фактическая работа производилась в Польше, трамвай по документам считается российским. Вместе с тем из-за начавшегося во второй половине 2014 года падения российского рубля УВЗ так и не смог оплатить полностью свой заказ с PESA, что привело к расторжению контракта Москвой. Предприятие произвело 90 трамваев целиком и 30 — в виде законченной конструкции кузова. В конце 2016 года после некоторого укрепления рубля было поставлено ещё 10 трамваев, после чего Москва отказалась от дальнейших поставок трамваев. Ныне в Москву поставляются трёхсекционные вагоны «Витязь-М» и "Львёнок" полностью российской разработки. В начале 2020-х количество действующих вагонов варьируется в районе 20 штук из-за отсутствия запчастей и постепенного выхода остальных вагонов из строя. 4 декабря 2023 года все трамваи PESA были отставлены от работы и законсервированы.
Уфа
В ночь на 25 июля 2024 года из Москвы в Уфу выехал первый трамвай этой серии. Раньше сообщалось, что Уфа получит 30 таких трамваев, но как уточнили в Минтрансе, их число увеличили до 69. Один оставят в Москве в качестве музейной. Сейчас в столице Башкирии 22 штук, поставка остальных 47 ожидается в течение года.

### Киев
Вариант покупки этой модели возник из-за одинаковых технических требований. В 2016 году Киев закупил 10 трамваев Pesa, получивших тип модели 71-414К. В конце 2017 года в город поступило ещё 25 трамваев, в 2018 году ещё 12 трамвая, в 2019 — 1, в 2020 — 2, в 2021 — 1. 47 трамваев работают в трамвайном депо им. Шевченко и 4 в Дарницком.

### Таллин
В 2024 году трамваи семейства Pesa Twist начали использоваться в системе Таллинского трамвая.